# Łękawica (powiat kozienicki)
Łękawica (do 14 lutego 2002 Stara Łękawica) – wieś sołecka w Polsce położona w województwie mazowieckim, w powiecie kozienickim, w gminie Grabów nad Pilicą.
| SIMC    | Nazwa          | Rodzaj    |
| ------- | -------------- | --------- |
| 0621966 | Korczunki      | część wsi |
| 0621972 | Łękawica Górna | część wsi |

Wieś szlachecka położona była w drugiej połowie XVI wieku w powiecie wareckim  ziemi czerskiej województwa mazowieckiego.  W latach 1975–1998 miejscowość należała administracyjnie do województwa radomskiego. 15 lutego 2002 nastąpiła zmiana nazwy ze Stara Łękawica na Łękawica.
Wieś jest siedzibą rzymskokatolickiej parafii Świętych Apostołów Piotra i Pawła.